# Gruppo linguistico
Un gruppo linguistico comprende un insieme di lingue che presentano un gran numero di affinità sistematiche, di tipo genetico, tipologico o geografico.
Un gruppo linguistico può essere considerato sotto due aspetti: 
- dal punto di vista filogenetico come famiglia linguistica
- dal punto di vista geografico come lega linguistica

Oltre a questo significato strettamente linguistico ce n'è un secondo, che definisce "gruppo linguistico" l'insieme dei parlanti una determinata lingua. Per esempio, nella Confederazione Elvetica i residenti sono divisi nei "gruppi linguistici" tedesco, francese, italiano e romancio, cioè secondo la loro dichiarazione di "lingua principale" di riferimento. 
Avviene qualcosa di simile in Alto Adige, dove lo Statuto d'Autonomia prevede la distinzione tra gruppo linguistico tedesco, gruppo linguistico italiano e gruppo linguistico ladino. In occasione di ogni censimento ogni cittadino deve rendere una "dichiarazione di appartenenza linguistica" nella quale dichiara di quale gruppo linguistico fa parte. La dichiarazione è libera e non sottostà ad alcuna forma di esame oggettivo. La dichiarazione è strettamente personale, e non può essere modificata a piacimento. Tale dichiarazione viene richiesta per poter accedere all'impiego pubblico, e per poter usufruire di talune provvidenze pubbliche (in primis l'assegnazione di alloggi pubblici).